# Antipatharia
Antipatharia (zwarte- of doornkoralen) vormen een minder bekende orde uit de onderklasse van Hexacorallia. 

## Kenmerken
Zij vormen vertakte op planten gelijkende kolonies die in hoogte kunnen variëren van enkele centimeters tot enkele meters. De slanke takken zijn verstevigd door een bruin of zwart skelet van hoornachtig materiaal. De poliepen zijn als een levende huid rond het skelet gegroepeerd en zijn klein en cilindervormig, met 6-14 tentakels. Zij kunnen niet worden ingetrokken. De skeletten van de dikkere takken worden na gepolijst te zijn gebruikt in de juwelenindustrie.

## Verspreiding en leefgebied
Antipatharia zijn voornamelijk bewoners van dieper water in subtropen en tropen.  

## Taxonomie
De bekendste familie is Antipathidae. Deze familie kent weer enkele geslachten zoals het zweepkoraal Cirripathes en struikvormige koraal Antipathes.

## Families
- Antipathidae Ehrenberg, 1834
- Aphanipathidae Opresko, 2004
- Cladopathidae Kinoshita, 1910
- Leiopathidae Haeckel, 1896
- Myriopathidae Opresko, 2001
- Schizopathidae Brook, 1889
- Stylopathidae Opresko, 2006